# Aino Trosell
Aino Kristina Trosell, född 22 maj 1949 i Malung, är en svensk författare och dramatiker.
Hon räknas till de moderna arbetarförfattarna tillsammans med Elsie Johansson, Kjell Johansson, Majgull Axelsson, Torgny Karnstedt och Göran Greider.

## Biografi
Aino Trosell flyttade 1966 till Göteborg. Efter att en kortare period varit socialarbetare, gestaltat i debutromanen Socialsvängen från 1978, arbetade hon som svetsare i tio år fram till 1985.
Efter romandebuten följde flera socialrealistiska romaner med anknytning till storstad och varv, men även till landsbygden och dess utarmning. 
År 2010 kom Aino Trosells tjugonde bok ut, romanen Hjärtblad. Den handlar om de vandrande dalkullornas historia. Romanen är till viss del en pendang till romanen En gränslös kärlekshistoria, som är delvis självbiografisk.
Under 2015 var Aino Trosell en av deltagarna i frågesportsprogrammet På spåret i lag tillsammans med Tina Mehrafzoon. Laget vann en match och förlorade en match. De gick inte vidare från gruppen.

## Priser och utmärkelser
- 1990 – Moa-priset
- 1994 – Ivar Lo-Johanssons personliga pris
- 1996 – Hedenvind-plaketten
- 1999 – Polonipriset för Ytspänning
- 2000 – Bästa svenska kriminalroman för Om hjärtat ännu slår
- 2001 – Landsbygdens författarstipendium
- 2004 – Stig Sjödinpriset
- 2006 – Ivar Lo-priset
- 2016 – De Nios Vinterpris
- 2021 - Ove Allanssonsällskapets stipendium[5]